# Kojijū
Kojijū (小侍従?   ¿1121? - ¿1202?) fue una poetisa y cortesana japonesa que vivió a finales de la era Heian. Perteneció al clan Ki y su padre fue el Bettō del santuario sintoísta Iwashimizu Hachiman-gū Ki no Mitsukiyo y su madre fue la poetisa Hanazono Sadaijin-ke no Kodaishin, hija de Sugawara no Ariyoshi. Una de sus hermanas fue Ki no Ieko, Dama de la Corte y esposa del Emperador Toba, también fue prima de Inpu Mon In no Daifu. Fue esposa del Chūnagon Fujiwara no Korezane. Es considerada como una de las treinta y seis mujeres inmortales de la poesía. También fue conocida con el nombre de Hachiman Kojijū (八幡小侍従?) por el oficio de su padre, y como Mitsuyoi no Kojijū (待宵の小侍従?) debido a un poema publicado en el Shin Kokin Wakashū, en el que se le compara con una onagra (en japonés, mitsuyoi).

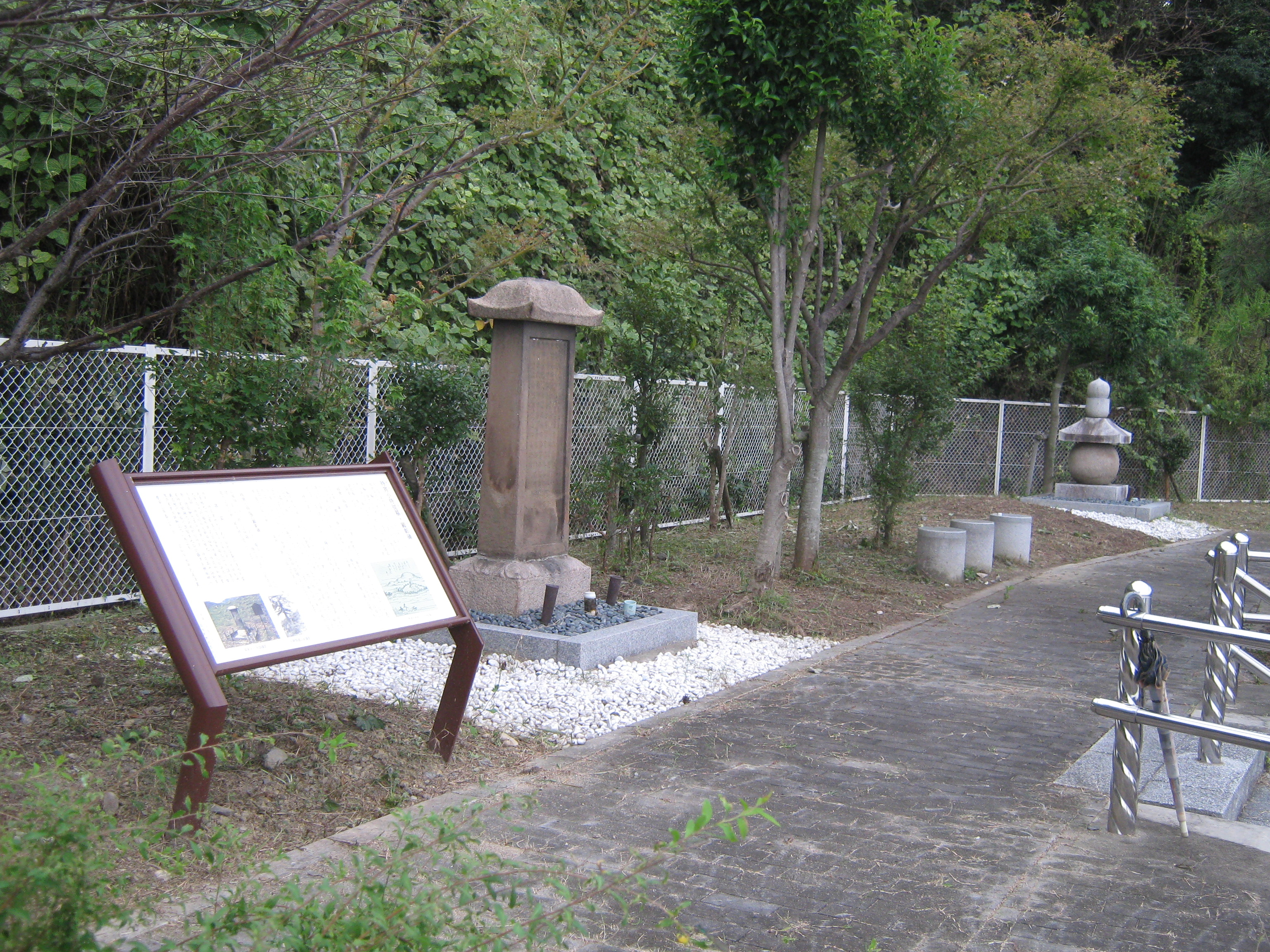
Memorial de Hachiman Kojijū, también conocida como Mitsuyoi no Kojijū.

Hacia 1161 fungió como sirvienta del Emperador Nijō, posteriormente asistió a la Emperatriz Viuda Fujiwara no Masaruko y al Emperador Takakura. Tuvo una relación amorosa con Minamoto no Yorimasa. Hacia 1179 se convirtió en una monja budista. Falleció en algún momento de la era Kennin (1201 - 1204) alrededor de los ochenta años.
Como poetisa waka, participó en varios concursos de waka en 1166, 1167, 1170, 1172 y 1175. También participó en los círculos poéticos patrocinados por el Retirado Emperador Go-Toba. Su estilo de poesía fue considerada moderada, y tuvo relaciones amistosas con Tokudaiji Sanesada, Fujiwara no Toshinari, Taira no Tadamori y el monje budista Saigyō. Hizo una compilación personal de sus poemas en el Kojijū-shū (小侍従集?) y 55 de sus poemas fueron incluidos en la antología imperial Senzai Wakashū.